# Alassane Diago
Alassane Diago, né le 31 mars 1985, est un cinéaste sénégalais.

## Biographie
Alassane Diago est né le 31 mars 1985 à Agnam Lidoubé, un village du nord-est du Sénégal. Il est d’origine peul. Il étudie la philosophie à Dakar, mais son rêve était de devenir réalisateur. En 2007, Diago suit une formation en audiovisuel à la Médiathèque de Dakar, après quoi il travaille sous la supervision du documentariste Samba Félix N’diaye. Il effectue ensuite différents stages dans le cadre du projet Africadoc à Saint-Louis, au Sénégal, en 2008, 2009 et 2010.
En 2010, il réalise son premier long métrage documentaire, Les larmes de l’émigration.
Sous la direction du cinéaste et documentariste sénégalais Samba Félix N’diaye, il a suivi divers stages en techniques de réalisation et d’écriture scénaristique. Son premier long métrage documentaire, Les larmes de l’émigration, qu'il a écrit et réalisé, a été récompensé par le Prix du meilleur documentaire à plusieurs festivals : le Tarifa African Film Festival (Espagne) et le Festival international du Film Francophone de Namur (Belgique), ainsi que le Prix Casa Africa.

## Prix
Le premier long métrage documentaire de Diago, Les larmes de l’émigration, a remporté un prix au Festival du film de Tarifa en 2010, ainsi que le prix du public du meilleur documentaire au Festival international du film francophone de Namur.

## Filmographie
| Année | Film                                         | Rôle        | Notes |
| ----- | -------------------------------------------- | ----------- | --- |
| 2004  | Lili et le baobab                            | Assistant   | |
| 2010  | Les larmes de l’émigration                   | Réalisateur | 80 minutes. Produit parLes films de l’atelier (Sénégal), Corto Pacific (France), Diffusion TV Rennes 35 (France) |
| 2012  | Tristesse dans un bar et Dégoût à l’épicerie | Réalisateur | Court-métrager                                                                                                   |
| 2012  | La vie n’est pas immobile                    | Réalisateur | |
| 2017  | Tribunal du flueve                           | Réalisateur | Long métrage |
| 2018  | Rencontrer mon père                          | Réalisateur | Documentaire |
| 2021  | L'homme qui ressuscite les arbres            |             | |
| 2022  | Le fleuve n’est pas une frontière            | Réalisateur | Documentaire |